# 2S22 Bohdana
2S22 Bohdana (ukrainisch 2С22 Богдана) ist eine in der Ukraine entwickelte und hergestellte selbstfahrende Radhaubitze im Kaliber 155 mm. Vor dem russischen Überfall auf die Ukraine 2022 wurde nur ein Prototyp gebaut; dieser wurde erfolgreich im Kampf getestet. Seit dem Frühjahr 2023 ist das Serienmodell im Einsatz.

## Entwicklung
Die 2S22 Bohdana ist eine 155-mm-Radhaubitze auf LKW-Chassis, das vom Charkiwer Traktorenwerk entwickelt wurde.
Der erste Prototyp der 2S22 wurde während der Parade zum 27. Unabhängigkeitstag der Ukraine, die im August 2018 in Kiew stattfand, der Öffentlichkeit präsentiert. Dieses Exemplar wurde anschließend einer intensiven Evaluierung unterzogen, die bis zum Januar 2022 auf einem Testgelände der ukrainischen Streitkräfte in der Oblast Odessa durchgeführt wurde. Eine Massenproduktion erfolgte damals nicht und das einzige hergestellte Exemplar, das 2018 vorgestellt wurde, kam an die Front. Unmittelbar nach dem russischen Einmarsch am 24. Februar 2022 sollte der Prototyp eigentlich zerstört werden, um zu verhindern, dass ihn die Russen erbeuten. Doch die Haubitze wurde zerlegt, ins Hinterland gebracht, wieder zusammengesetzt und der ukrainischen Armee übergeben.
Die Serienproduktion ist seit Januar 2023 angelaufen und seit dem Frühjahr 2023 ist das Serienmodell im Einsatz.
Mit Stand Juli 2024 werden nach ukrainischen Angaben zehn Exemplare pro Monat gefertigt; zu diesem Zeitpunkt sollen bereits mehr als 80 Haubitzen hergestellt worden sein. Ende Oktober 2024 wurden die Produktionskapazitäten laut dem ukrainischen Präsidenten Selenskyj auf 20 Einheiten pro Monat erhöht. Im Februar 2025 verkündete Selenskyj, dass die Ukraine im Jahr 2024 insgesamt 154 Artilleriesysteme hergestellt habe, wobei die 2S22 Bohdana wohl einen Großteil der Zahl ausmacht. Die Produktionsrate soll bis Ende April 2025 auf etwa 36 Einheiten pro Monat gesteigert worden sein.

## Technik

### Fahrzeug
Das Fahrgestell der 2S22 Bohdana basiert auf dem 6×6-LKW-Modell KrAZ-63221. An der Fahrzeugfront befindet sich der Motor mit dem Führerhaus. Als Motor kommt ein luftgekühlter Dieselmotor mit etwa 400 PS Leistung zum Einsatz. Es werden auch andere Fahrgestelle verwendet, wie der 8x8 Tatra T815-7. Der LKW verfügt über eine Reifendruckregelanlage und das Führerhaus ist gegen Granatsplitter und Handfeuerwaffen geschützt. Die viertürige Kabine verfügt über zwei Sitzreihen, die für eine Besatzung von fünf Personen ausgelegt ist.

### Geschütz
Der 2S22 Bohdana ist mit einer 155-mm-L/52-Haubitze ausgestattet, die am hinteren Teil des LKW-Fahrgestells montiert ist. Das Geschütz kann in einem Höhenwinkel zwischen +5° und +65° bewegt werden. Die Haubitze soll alle NATO-Standardmunitionsarten des Kalibers 155 mm verschießen können. Sie hat eine Mindestbekämpfungsreichweite von 780 m und kann Sprenggranaten mit Base-Bleed mit Reichweiten bis zu 42 km und raketengestützte Geschosse (RAP) mit Reichweiten bis 50 km verschießen.
Das Artilleriesystem hat eine maximale Feuerrate von sechs Projektilen pro Minute.
Das Geschütz wurde laut Defense Express vom Kramatorsker-Werk für schwere Werkzeugmaschinen (KZTS) hergestellt.
Die 2S22 kann in wenigen Minuten in Stellung gebracht werden. Hierzu wird eine Stützplatte-Hecksporn-Kombination herabgelassen. An Bord des Fahrzeuges können 20 Geschosse Bereitschaftsmunition und die dazugehörigen Treibladungen transportiert werden.

## Einsatz
Berichten zufolge wurde die 2S22 Bohdana im Juni 2022 von den ukrainischen Streitkräften eingesetzt, um die russischen Einheiten auf der besetzten Schlangeninsel vom ukrainischen Festland aus zu beschießen. Dieser Beschuss führte unter anderem zum Rückzug der russischen Streitkräfte von der Insel am 30. Juni 2022. Um die Treffgenauigkeit zu korrigieren, wurden laut ukrainischer Behörden Bayraktar-TB2-Drohnen eingesetzt.
Laut dem Oryx-Blog gingen bis Ende Juni 2025 27 Einheiten verloren oder wurden beschädigt.

## Versionen

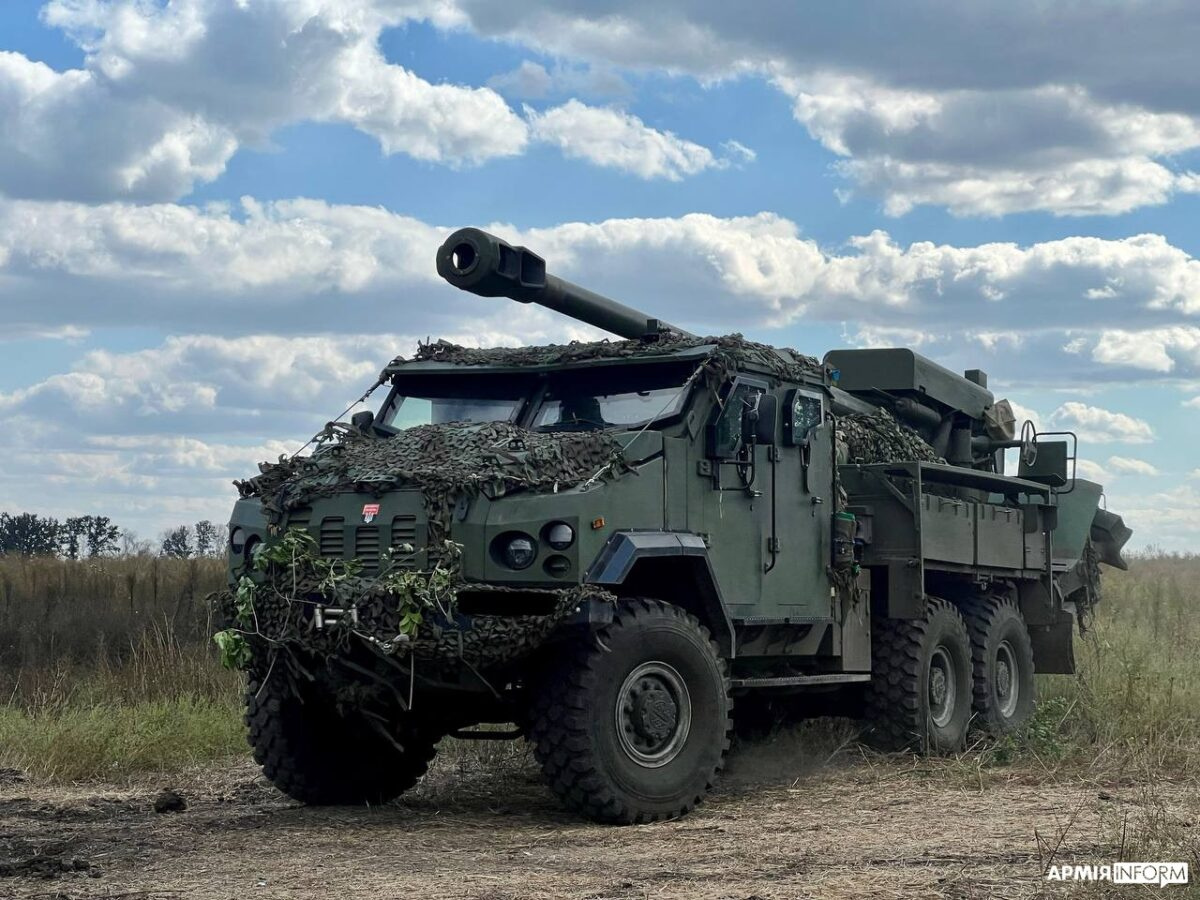
Bohdana 2.0 auf MAZ-Chassis

- Bohdana 1.0: Ursprüngliche Version, aufgebaut auf einem 6×6-Lkw-Fahrgestell KrAZ-63221.
- Bohdana 2.0: Aufgebaut auf ein MAZ-Fahrgestell. Verbesserte Variante mit neu gestalteter gepanzerter Kabine und anderen Modifikationen, einschließlich der Fähigkeit, US-amerikanische Excalibur-Geschosse verschießen zu können.
- Bohdana 3.0: Aufgebaut auf einem Tatra-815-7-Fahrgestell, ausgestattet mit einer gepanzerten Kabine aus tschechischer Produktion.
- Bohdana 4.0: Neueste Produktionsversion mit einer gepanzerten Kabine und mit einem halbautomatischen Ladesystem, aufgebaut auf einem Tatra-Phoenix-Chassis (8×8)
- Bohdana-B/Bohdana-BG: Gezogene Variante des Geschützes, ein Prototyp auf Giazint-B-Spreizlafette.